# 粛慎県
粛慎県（しゅくしん-けん）は中華人民共和国黒竜江省にかつて存在した県。現在の寧安市南西部に相当する。
渤海により設置された。遼代に廃止された。